# شرى كوليني
شرى كوليني أو شرى كولينرجي (اختصارًا CU)  هو نوع من الشرى الفيزيائي والذي يظهر عندما يتعرق الشخص أو ترتفع درجة حرارة جسمه.